# Hohenlinden
Hohenlinden er en kommune i Landkreis Ebersberg i Regierungsbezirk Oberbayern i den tyske delstat Bayern.

## Geografi
Hohenlinden ligger i Region München ca. 35 Kilometer øst for München.
Hohenlinden ligger ved den nordøstlige ende af Ebersberger Forst.